# Drepanoxiphus
Drepanoxiphus is een geslacht van rechtvleugeligen uit de familie sabelsprinkhanen (Tettigoniidae). De wetenschappelijke naam van dit geslacht is voor het eerst geldig gepubliceerd in 1895 door Brunner von Wattenwyl.

## Soorten
Het geslacht Drepanoxiphus omvat de volgende soorten:
- Drepanoxiphus amazonensis Piza, 1976
- Drepanoxiphus angustelaminatus Beier, 1962
- Drepanoxiphus elegans Brunner von Wattenwyl, 1895
- Drepanoxiphus filiger Beier, 1960
- Drepanoxiphus gradatus Beier, 1960
- Drepanoxiphus lanuginosus Beier, 1960
- Drepanoxiphus minutus Brunner von Wattenwyl, 1895
- Drepanoxiphus nigrosignatus Beier, 1960
- Drepanoxiphus quadripunctatus Beier, 1960
- Drepanoxiphus venezuelanus Beier, 1962
- Drepanoxiphus viridifolius Brunner von Wattenwyl, 1895